# Club sportif municipal de Clamart (volley-ball masculin)
Cet article traite de la section volley-ball masculin. Pour l'article sur la section volley-ball féminin, voir Clamart Volley-Ball.
Pour les articles homonymes, voir CSM.
Maillots
Le Club sportif municipal de Clamart volley-ball ou CSM Clamart volley-ball est un club de volley-ball, section du club omnisports du même nom, basé à Clamart. Il évolue pour la saison 2012/2013 en Nationale 3 (5e niveau national)

## Palmarès[1]
- Championnat de France 
  - Finaliste : 1980
- Challenge de France (Coupe de France à handicap) (1)
  - Vainqueur : 1977
- Championnat de France de Nationale 2
  - Vainqueur : 1955, 1975

## Joueurs majeurs

### Historiques
- Éric N'Gapeth
- Christophe Geiler